# Dialeurodicus caballeroi
Dialeurodicus caballeroi là một loài côn trùng cánh nửa trong họ Aleyrodidae, phân họ Aleurodicinae.
Dialeurodicus caballeroi được Martin miêu tả khoa học đầu tiên năm 2004.